# 劉従一
劉 従一（りゅう じゅういつ、742年 - 785年）は、唐代の官僚・政治家。本貫は魏州観城県。

## 経歴
京兆少尹の劉孺之の子として生まれた。若くして進士に及第し、大暦年間に博学宏辞科に挙げられ、秘書省校書郎に任じられた、渭南県尉となり、常袞に重んじられた。常袞が宰相となると、従一は監察御史に転じた。ほどなく母が死去したため、辞職して喪に服した。喪が明けると、宰相の盧杞の推薦により、侍御史に抜擢された。数カ月後、親族のいる官を避けるため、刑部員外郎に転じた。建中4年（783年）、普王李誼が李希烈を討つべく元帥となると、従一は吏部郎中となり、御史中丞を兼ね、元帥判官をつとめた。徳宗が奉天に避難すると、従一は刑部侍郎・同中書門下平章事（宰相）に任じられた。興元元年（784年）、徳宗に従って梁州に避難した。貞元元年（785年）6月、中書侍郎・平章事に転じた。集賢院大学士・監修国史を加えられた。病のため宰相位からの退任を願い出て、六度上疏して許可され、戸部尚書に任じられた。ほどなく死去した。享年は44。太子太傅の位を追贈された。

## 伝記資料
- 『旧唐書』巻125 列伝第75
- 『新唐書』巻106 列伝第31